# Marquesado de la Gracia Real
El marquesado de la Gracia Real es un título nobiliario español creado el 10 de marzo de 1832 por el rey Fernando VII a favor de María del Carmen Álvarez de Faria y Pelliza, habiendo fallecido su segundo esposo, por lo que era en ese momento marquesa viuda de la Constancia.

## Marqueses de la Gracia Real
|                                 | Titular                                        | Periodo                   |
| Creación por Fernando VII       | Creación por Fernando VII                      | Creación por Fernando VII |
| ------------------------------- | ---------------------------------------------- | ------------------------- |
| i                               | María del Carmen Álvarez de Faria y Pelliza    | 1832-1842                 |
| ii                              | José María Narváez del Águila                  | 1842-1915                 |
| iii                             | José María Narváez y Pérez de Guzmán el Bueno  |                           |
| Rehabilitación por Alfonso XIII |                                                |                           |
| iv                              | Ramón María Narváez y Pérez de Guzmán el Bueno | 1917-1958                 |
| v                               | Ramón María Narváez y de Melgar                | 1961-                     |
| vi                              | Ramón María Narváez Méndez de Vigo             | 2006-actual titular       |

## Historia de los Marqueses de la Gracia Real
- María del Carmen Álvarez de Faria y Pelliza (1777-1842), i marquesa de la Gracia Real.

1. Casó con Joaquín Manuel de Villena y Mendoza.
2. Casó Antonio de Vargas y Laguna, marqués de la Constancia.
3. Casó con Ramón José de Arce. Le sucedió:

- José María Narváez del Águila (1854-1915), ii marqués de la Gracia Real, iii duque de Valencia

1. Casó con María Luisa Pérez de Guzmán el Bueno y Gordón. Le sucedió su hijo:

- José María Narváez y Pérez de Guzmán el Bueno (1885-1941), iii marqués de la Gracia Real, iv duque de Valencia.

1. Casó con María del Carmen Macías y Ramírez de Arellano. Sin descendientes varones. Le sucedió, por rehabilitación, su hermano.

Rehabilitado en 1917 por:
- Ramón María Narváez y Pérez de Guzmán el Bueno (1895-1958), iv marqués de la Gracia Real, xv marqués de Espeja, vi conde de Cartago.

1. Casó con María del Campanar de Melgar y Hernández. Le sucedió su hijo:

- Ramón María Narváez y de Melgar (1925-2004), v marqués de la Gracia Real.

1. Casó con Paloma Méndez de Vigo y del Arco. Le sucedió su hijo:

- Ramón María Narváez Méndez de Vigo (n. en 1958), vi marqués de la Gracia Real.